# ایستگاه مترو روستاولی تفلیس

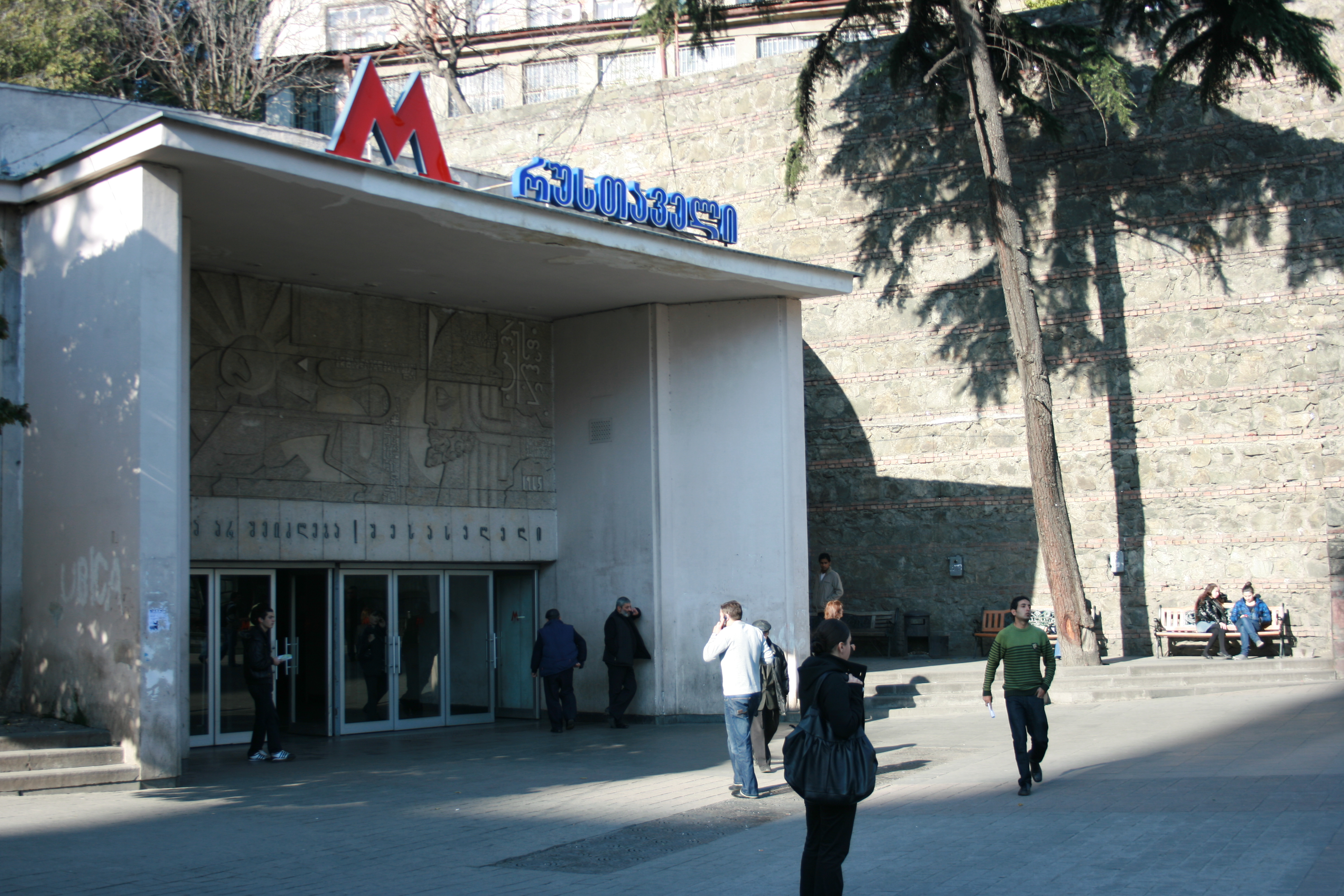
ورودی ایستگاه مترو روستاولی

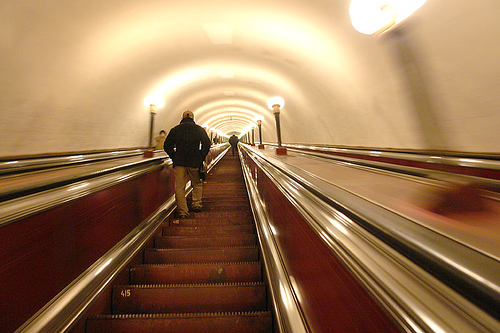
پله برقی‌های ایستگاه

ایستگاه مترو روستاولی (به گرجی: რუსთაველი) یکی از ایستگاه‌های خط یک مترو پایتخت گرجستان، تفلیس است. این ایستگاه در ۱۱ ژانویه سال ۱۹۶۶ افتتاح شد.
این ایستگاه که دارای یک خروجی است و پلتفرم اصلی آن در عمق ۶۰ متری قرار دارد. پله‌های برقی ۱۲۰ متری راه دسترسی مسافران از در ورودی به پلتفرم هستند.